# Dusza (filozofia)
Dusza (hebr. ‏נֶפֶש‎ /nefesz/, łac. anima, stgr. ψυχή /psyche/) – w filozofii pierwiastek życia, decydujący o tym, że osoba ludzka, zwierzę i roślina są bytami żywymi. W antropologii filozoficznej najczęściej przyjmuje się, że dusza rozumna jest, obok materialnego ciała, jednym z dwóch konstytutywnych elementów struktury bytu człowieka (dualizm ontologiczny).

## Dusza w refleksji filozofów greckich

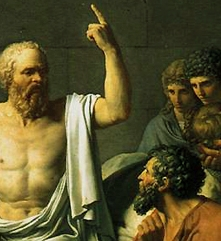
Filozofia Sokratesa opiera się na pojęciu indywidualnej duszy, której dobro jest znacznie ważniejsze niż dobra materialne

„Wynalezienie” pojęcia duszy (stgr. ψυχή, psyche) przypisywane jest Sokratesowi. U filozofów przedsokratejskich psyche oznaczało tchnienie i łączone było z inteligencją. Sokrates zmodyfikował jego znaczenie i uczynił centralnym pojęciem swojej filozofii.

### Sokrates
Według Sokratesa to dusza jest właściwym człowiekiem, jego „ja”. To ona odróżnia go bowiem od świata zwierząt. Każdy człowiek jest wyposażony w indywidualną duszę, która jest siedzibą cnót. Sokratejskie hasło, by „poznać samego siebie” wskazywało, że należy odejść od problematyki jońskiej filozofii przyrody i zwrócić się ku problematyce antropologicznej. Głównym zagadnieniem miał się stać człowiek i jego dobro. Nowe znaczenie pojęcia psyche oznaczało więc także początek etyki. Człowiek powinien dbać przede wszystkim o cnotę i dobro duszy. Dobra materialne są znacznie mniej istotne.
Problematykę rozpoczętą przez Sokratesa kontynuował Platon, a za nim Arystoteles.

### Platon
Platon, czerpiąc ze słów swego nauczyciela Sokratesa, uważa duszę za esencję osoby, cząstkę, która decyduje o naszym zachowaniu. Uważał tę esencję za bezcielesnego mieszkańca naszego bycia. Stwierdza on, że „człowiek jest to dusza uwięziona w ciele”. Dusza według Platona składa się z trzech części:
1. rozsądku (stgr. logos, czyli umysł),
2. pożądliwości (pasja),
3. popędliwości (stgr. pathos, czyli emocje).

Każda z tych części ma swoje miejsce w zrównoważonej i spokojnej duszy. Rozsądek, czyli według Platona umysł, można przyrównać do woźnicy rydwanu powożącego końmi pożądania i emocji. Pożądliwość ciągnie człowieka w kierunku zaspokajania podstawowych potrzeb cielesnych, ale gdy rządzi całkowicie, stacza się on w hedonizm. Z drugiej strony popędliwość pcha nas ku wzniosłym aktom. Jednak jeśli rządzi, wiedzie do dumy, która jest przywarą.

### Arystoteles
Arystoteles za Platonem definiował duszę jako esencję danego bytu, ale nie zgadzał się z tym, że istnieje ona niezależnie. W traktacie „O duszy” czytamy, że dusza to forma ciała naturalnego, posiadającego w możności życie. Na przykład jeśli nóż miałby duszę, to byłby nią akt cięcia – ponieważ „cięcie” jest esencją bycia nożem. Dlatego niezależne istnienie duszy oznaczałoby możliwość oddzielenia aktu cięcia od noża.
Jako że dusza – według Arystotelesa – jest aktywnością ciała, nie może więc być nieśmiertelna (tzn. nie może istnieć po śmierci ciała, oddzielnie od niego) – kiedy nóż zostaje zniszczony, cięcie ustaje. Bardziej precyzyjnie, dusza jest „pierwotną aktywnością” żywego ciała. Jest to potencjał przejawienia się właściwej („wtórnej”) aktywności. Powiedzenie, że „topór ma ostrze, by mógł rąbać”, było dla Arystotelesa analogiczne do „ludzie mają ciała, by mogli podejmować racjonalne działania”. Ów potencjał do racjonalnych działań konstytuuje esencję ludzkiej duszy.
Dusza ludzka (rozum, nous) stała się najdoskonalszą z form; jedyną, która posiadła zdolność rozumienia świata zewnętrznego i świadomość samej siebie. Jako najdoskonalsza jest też najbliższa połączenia się z Bogiem. Dusza jest jednak tylko formą materii, nierozerwalnie z nią związaną. Dusza i materia wchodząca w skład ciała człowieka tworzą swoistą całość (cielesnego człowieka), a nie dwa oddzielne byty.

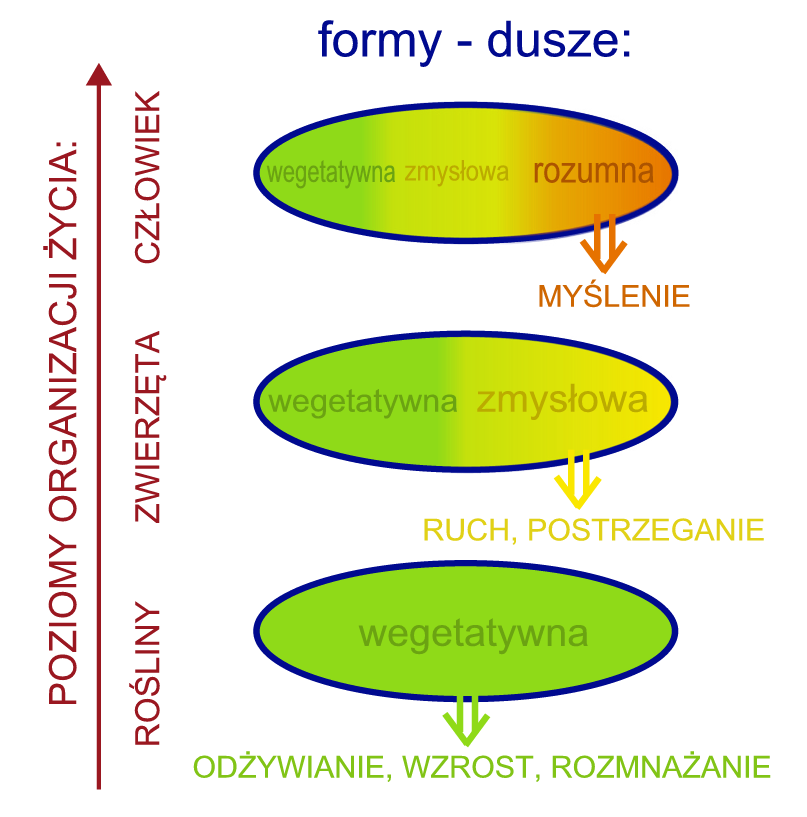
Części duszy wedle Arystotelesa.

Arystoteles wyróżniał trzy części duszy, odpowiadające różnym poziomom organizacji życia:
- dusza wegetatywna wiąże się z odżywianiem, wzrostem i rozmnażaniem; stanowi formę wszystkich istot żyjących: roślin, zwierząt i ludzi;
- dusza zmysłowa czyni zdolnym do postrzegania zmysłowego i poruszania się; stanowi formę u zwierząt i ludzi;
- dusza rozumna (rozum) występuje wyłącznie u ludzi i umożliwia im myślenie; dzieli się na:
  - rozum bierny, receptywny;
  - rozum czynny, który, nie będąc powiązany z ciałem (stanowiąc czystą formę), jest jako jedyny nieśmiertelny[6].

### Inne koncepcje starożytne
Wielu Greków nie wierzyło w niematerialną duszę. Epikurejczycy uważali, że dusza składa się z atomów. Krytykował ich za takie poglądy m.in. Plutarch. Stoicy mówili, że wszystko jest materialne, a dusza jest oddechem przenikającym ciało, stworzonym z najsubtelniejszej materii eterycznej.
Pitagorejczycy wierzyli, że cały Wszechświat posiada duszę, będącą harmonią, jej esencja posiada doskonałe proporcje matematyczne, będące podstawą muzyki sfer. Indywidualne dusze były częścią tej duszy Wszechświata.
Lukrecjusz (rzymski filozof) rozróżniał duszę biologiczną, anima, od mieszczącej się w sercu duszy subtelnej, zwanej animus i będącej centrum zdolności poznawczych i emocji. Echo tej koncepcji widać w psychoanalizie Junga.

## Dusza w ujęciu filozofów chrześcijańskich

### Augustyn z Hippony
Święty Augustyn (354–430) uznawał kwestię duszy za jedną z najtrudniejszych problemów dla intelektu (łac.obscurissima quaestio).
Dusza ma charakter rozumny, ponieważ jest zasadą życia. Biskup Hippony określił to lakonicznie: My sami w duchu nie jesteśmy zmysłowymi (łac. animi sensibiles), lecz rozumnymi, ponieważ jesteśmy życiem.
Relację między rzeczywistością racjonalną a życiem przedstawił w dziełku O wolnej woli:

Nie wszystko, co żyje, ma świadomość tego, że żyje, podczas gdy wszystko, co jest świadome swojego życia, na pewno żyje. (...) Czy świadomość życia nie wydaje ci się lepszą niż samo życie? Czy też może rozumiesz, że świadomość jest swego rodzaju wyższym i prawdziwszym życiem, którego nikt nie może być świadomy, jeśli nie poznaje rozumem? Poznanie rozumowe czymże innym jest, jeśli nie życiem jaśniejszym i doskonalszym dzięki światłu rozumu? Dlatego przedstawiłeś mi, jeśli się nie mylę, nie coś innego od życia, lecz pewien lepszy stopień życia

Augustyn zrównuje godność duszy i ciała niebieskiego (corpus coeleste), czyli anioła – któremu to ciału poddane są także ciała ziemskie.
Dusza ludzka ma wspólne elementy z duszami zwierząt, ale przewyższa je racjonalnością, nazywając ten wymiar duszy głową mojej duszy (caput animae meae). Pisał o tym, opisując w Wyznaniach swe wewnętrzne poszukiwania Boga:

Cóż więc miłuję, kiedy miłuję mojego Boga? Kimże jest Ten, który przewyższa głowę mojej duszy? Mam wstępować ku Niemu poprzez samą tylko duszę moją

Augustyn kontynuuje swą myśl odnosząc się do innej części duszy ludzkiej – tej, która jest wspólna ze zwierzętami i nie ma w sobie pierwiastka racjonalnego, nie może więc poznawać Boga:

Przekroczę więc tę moją moc, dzięki której ściśle łączę się z ciałem i życiodajnie napełniam tego towarzysza mej duszy. Tą mocą bowiem nie odnajdę mojego Boga. Gdyby była ona do tego zdolna, to pojąłby Go i koń i muł bez rozumu (por. Ps. 31,9) – mają przecież tę moc, ożywia ona ich ciała.

Następnie opisuje część zmysłową duszy, również wspólną ze zwierzętami:

Jest jeszcze inna moc, przez którą nie tylko ożywiam ciało, ale i nadaję mu zdolność odczuwania zmysłowego. Tę moc, którą uczynił dla mnie Pan, nie nakazując oku słyszenie, a uchu patrzenie – lecz oku, aby widziało, a uchu, by słyszało (por. Rz 11, 8). Również każdemu z pozostałych zmysłów wyznaczył właściwe im miejsca i funkcje. Wszystkie te rozmaite funkcje podejmuję za ich pośrednictwem ja – jeden duch. Przekroczę i tę moc moją, bowiem i ją posiadają koń i muł – i one bowiem odczuwają przez ciało. Wyjdę więc i poza tę [moc] mojej natury, stopniowo wstępując ku Temu, który mnie stworzył.

### Tomasz z Akwinu
Tomasz z Akwinu (1225–1274) w Summie Teologii uznał, że przejawem duszy jest wzrost roślin i ruch zwierząt. Duszę ma zatem wszystko, co żywe. Rośliny mają duszę wegetatywną, zwierzęta duszę zmysłową, a ludzie duszę rozumną.
W Quaestiones disputatae de anima Tomasz naucza, że dusza jest jedną substancją, łączącą się z ciałem nie tylko jako element je poruszający (ut motor), jak uważał Platon, lecz, jak też uznawał Arystoteles, jest ona przede wszystkim formą ciała. Mimo iż ma w sobie trzy elementy: wegetatywny, zmysłowy i racjonalny jest jedną substancją. Gdyby trzy rodzaje dusz: wegetatywna (dająca wzrost, właściwa roślinom), zmysłowa (właściwa zwierzętom) i rozumna (właściwa ludziom), nie tworzyły w duszy jednej substancji, ciało nie stanowiłoby jedności, lecz złożenie (aggregatio). Byłoby tak, ponieważ trzy dusze byłyby formami trzech osobnych elementów ludzkiego ciała: roślinnego, zwierzęcego i ludzkiego. Człowiek ma zatem tylko jedną substancję duszy (una anima secundum substantiam), która jest rozumna, zmysłowa i wegetatywna:

Dusza rozumna daje ciału ludzkiemu wszystko to, co dusza zmysłowa daje zwierzętom nierozumnym (bruta), wegetatywna roślinom i jeszcze dodaje coś więcej. Dlatego jest ona w człowieku zarazem wegetatywną i zmysłową i rozumną.

Tomasz uznawał też, że dusza kształtuje zrodzenie i wzrost płodu. Do czasu, gdy poczęcie osiągnie formę doskonałą, w nasieniu ojca jest najpierw sama dusza wegetatywna, potem, w procesie, który prowadzi do poczęcia, ustępuje ona duszy, która jest i wegetatywna i zmysłowa. A następnie, gdy dojdzie do poczęcia człowieka, gdy osiągnie ono doskonałą, skończoną postać (forma perfecta), zastępuje ją dusza, która jest jednocześnie wegetatywna i zmysłowa i rozumna.

## Dusza w filozofii nowożytnej
Kartezjusz (1596–1650) dał początek nowemu pojmowaniu duszy ludzkiej. Filozof ten przepracował tradycyjną w filozofii typu platońskiego tezę, że człowiek jest duszą posługującą się ciałem /(łac.) Homo est anima utens corpore/. Tezę tę Kartezjusz doprowadził do skrajności. Jego wizja antropologiczna może być opisana następującym zdaniem: Jestem jako byt myślący, bez ciała, całością. Według Kartezjusza więc, człowiek jest duszą – „anielską”, czysto duchową istotą, która przypadkowo tylko i bez żadnych powiązań zamieszkuje ciało. Był to – typowy dla humanizmu renesansowego nawrót do przed-chrześcijańskiego spirytualizmu. Występował on w starożytności u Cycerona (106–43 p.n.e.), który pisał w Śmierci Scypiona:

Bądź mocno przekonany: nie ty jesteś śmiertelny, lecz to ciało (rozdz. 12)

Cesarz i filozof Marek Aureliusz (121–180 n.e.) zaś pisał:

Jesteś duszyczką, która dźwiga zwłoki /Rozmyślania 4,41/

Ujęcie to – zdecydowanie różne od antropologii chrześcijańskiej typu platonizującego, biorącej swoje inspiracje z antropologii Augustyna z Hippony – miało swą kontynuację w wizji Artura Schopenhauera (1788–1860). Filozof ten postrzegał człowieka jako duszę, dla której ciało jest jedynie narzędziem. Dlatego wobec śmierci ciała, w samo wydarzenie śmierci pozostaje ona niezaangażowana. Tłumaczy tę obojętność duszy następujące stwierdzenie:

Jeśli kołowrotek przestał się obracać, nie znaczy to, że prządka umarła
/Sämtliche Werke, t. 2, s. 1250/

Według Josefa Piepera takie spirytualistyczne odrealnienie natury człowieka w kontekście zagadnienia śmierci, wywołało korektę ze strony filozoficznego nurtu realizmu, ale także kontratak materializmu.

## Dusza w psychologii
Dusza jest pojęciem, które było traktowane i definiowane na wiele sposobów od początku istnienia psychologii jako odrębnej dziedziny naukowej (XIX w.). W wyniku badań nad funkcjonowaniem mózgu odrzucano myślenie o duszy jako o odrębnym bycie,. Psychologowie ukierunkowani behawioralni nie używali pojęcia duszy uznając je za bezużyteczne. Psychologia głębi używa tego terminu funkcjonalnie (np. Zygmunt Freud). W psychologii humanistycznej chętniej używa się terminu osobowość, określając tak duchowy podmiot zdolny do poznania, wolności i odniesienia do wartości. Współczesna psychologia eksperymentalna nie zajmuje się pojęciem duszy.

## Krytyka pojęcia duszy
Podział człowieka na część fizyczną i duchową (dualizm) bywa krytykowany z pozycji materialistycznych.
Richard Dawkins, z brytyjskiego Narodowego towarzystwa na rzecz świeckości (National Secular Society) w książce Bóg urojony twierdzi, że dualizm postrzegania istoty ludzkiej w podziale na fizyczność oraz część emocjonalno-duchową jest wynikiem kroku ewolucyjnego, w którym człowiek uzyskał świadomość. Nie ma on nic wspólnego z rzeczywistością, a jest wynikiem istnienia w każdym człowieku wewnętrznego głosu. Ponieważ każdy człowiek posiada życie wewnętrzne, które jest pozornie oderwane od naszej fizyczności ulegamy złudzeniu, że umysł człowieka jest czymś odrębnym od ciała.
Niektóre współczesne kierunki terapii (np. Psychologia zorientowana na proces) również koncentrują się na ciele człowieka w równym stopniu, co na jego psychice podczas pracy z problemami, uznając, że nie istnieje granica między ciałem a psychiką ludzką.